# Coriolan Băran
Coriolan Băran (n. 6 februarie 1896, Nerău, România – d. 2 iunie 1979, Timișoara, România) a fost un avocat român, om politic, ministru, primar al Timișoarei.

## Biografie
S-a născut în 6 februarie 1896 în satul timișean Nerău. A urmat facultatea de drept la Budapesta și a luat doctoratul la Cluj-Napoca în 1923. A susținut examenul de avocat la Oradea. 
A participat la primul război mondial pe frontul din Italia, unde a fost rănit. Reîntors la Budapesta, s-a dedicat închegării mișcării naționale premergătoare Unirii. În toamna anului 1918 a organizat garda națională în plasa Sânnicolau Mare și a fost delegat titular al acesteia la Alba Iulia. Datorită activității politice desfășurate în cadrul Partidului Național Român, Băran devine secretar general al Partidului Național Țărănesc, filiala Timiș-Torontal. Tot atunci el redactează ziarul „Voința Banatului”. Cariera sa politică cunoaște o puternică ascensiune. În decembrie 1929 devine primar al Timișoarei, pentru un prim mandat. Între 1932-1933 este prefect al județului Timiș-Torontal.
Este numit subsecretar de stat al Ministerului de interne sub guvernele Miron Cristea, Armand Călinescu, Gheorghe Argeșanu și Constantin Argetoianu. Totodată, el duce o intensă activitate culturală, în special pentru susținerea culturii românești în Banat. Ajunge la conducerea ASTREI Bănățene și a Institutului Social Banat-Crișana. Între 1941-1946 este director al Băncii Comerciale Timișoara. A fost președinte al clubului Ripensia.
În 1950 Coriolan Băran este arestat de autoritățile comuniste. Timp de 5 ani și 6 luni el este deținut la București, Aiud și Gherla, fără a fi judecat. Procesul are loc la Timișoara. În favoarea lui depun mărturie mai mulți muncitori din fabricile timișorene, iar acuzațiile care i-au fost aduse au fost amplu infirmate. În final, este achitat și repus în drepturi.
A decedat în data de 2 iunie 1979, la Timișoara.